# Püttenbollen
Püttenbollen ist der Name eines Naturschutzgebietes in der niedersächsischen Stadt Weener im Landkreis Leer.
Das Naturschutzgebiet mit dem Kennzeichen NSG WE 114 ist 11,8 Hektar groß. Es liegt zwischen dem Ortsteil Holthusen der Stadt Weener und der Bahnstrecke Leer–Groningen. Das Schutzgebiet beinhaltet einen kleinen Moorkomplex, in dem Nieder- und Hochmoor zu finden ist, der von Feuchtgrünland umgeben ist. Das Grünland kann außerhalb einer Kernzone als Weideland landwirtschaftlich genutzt werden. Das Gebiet wird über Dwarstief und Buschfelder Sieltief bzw. Geiseschloot und Ferstenborgumer Tief bzw. Großsoltborger Sieltief in die Ems entwässert.
Das Gebiet steht seit dem 2. November 1969 unter Naturschutz. Zuständige untere Naturschutzbehörde ist der Landkreis Leer.